# Rio Dobromiru
O Rio Dobromiru é um rio da Romênia, afluente do Zizin, localizado no distrito de Braşov.